# 프리모르스카

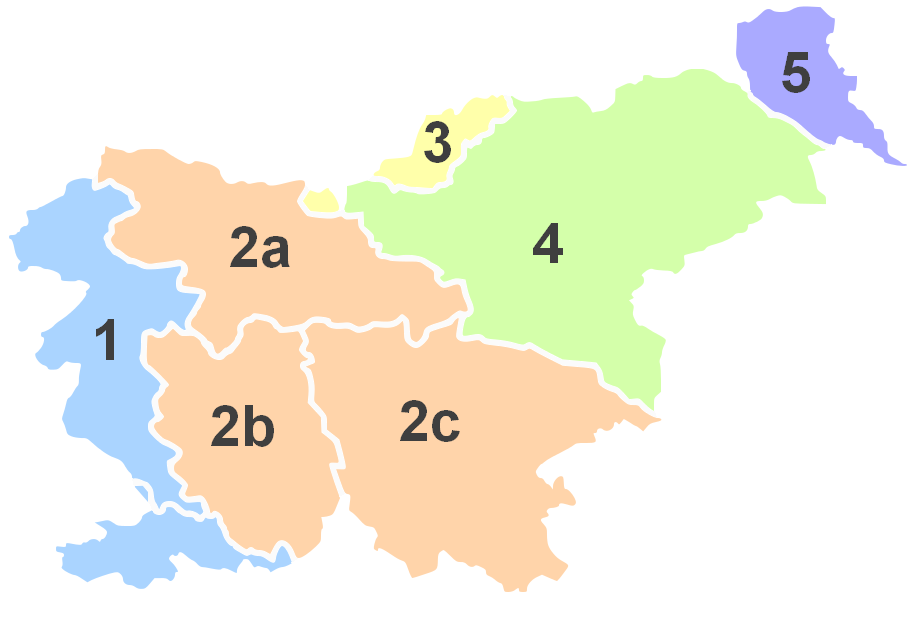
서쪽에서 1번으로 표시된 프리모르스카 지방 (초록색)

프리모르스카(슬로베니아어: Primorska, 이탈리아어: Litorale, 독일어: Küstenland) 또는 슬로베니아 연해 지방은 슬로베니아 서부에 위치한 지방이다. 공식적인 행정 구역 단위는 아니며 고리슈카(Goriška) 지방과 슬로베니아령 이스트라(Istra) 지방으로 나뉜다. 가장 큰 도시는 노바고리차(고리슈카 지방)와 코페르(이스트라 지방)이다.
오스트리아-헝가리 제국 시대(당시에는 합스부르크 왕가의 지배를 받았음)에는 오스트리아 연해 지대에 속해 있었으며 당시에는 이스트라 변경백국, 트리에스테(제국 자유 도시), 고리치아 그라디스카 후백국으로 나뉘었다. 1918년 이탈리아에 병합되었지만 제2차 세계 대전 이후에 유고슬라비아에 병합되었다.

## 같이 보기
- 이손초 전투
- 크라스